# دخانية بافلاغونية
دخانية بافلاغونية (الاسم العلمي:Fumana paphlagonica) هي نوع من النباتات يتبع جنس الدخانية من الفصيلة القريضية.